# 艾凡赫 (电视剧)
《艾凡赫》（英語：Ivanhoe）是一部英国迷你电视剧，于1997年上映，根据沃尔特·司各特的同名小说改编，由BBC和A&E Network联合出品。该剧共有6集，每集60分钟。